# Captain Atom
Captain Atom ist der Titel einer Reihe von Comicpublikationen, die seit 1960 von den US-amerikanischen Verlagen Charlton Comics bzw. DC-Comics (seit 1982) herausgegeben wird.
Die Captain Atom Comics handeln von den Abenteuer eines fiktiven Soldaten, der durch seine Verstrahlung mit Kernenergie in den Besitz diverser übermenschlicher Fähigkeiten auf nuklearer Basis („Superkräfte“) gelangt ist, die er zum Bestehen von allerlei Abenteuern nutzt. Die Publikationen der Reihe sind innerhalb des Genres des „Superheldencomics“, einem Subgenre des Science-Fiction-Comics angesiedelt und gehen auf den Autoren Joe Gill sowie auf den Autoren und Zeichner Steve Ditko – der auch die Figuren Spider-Man, Creeper und Blue Beetle mit schuf – zurück.

## Veröffentlichungsdaten
Der Charakter des Captain Atom wurde erstmals in einer Geschichte des Comicheftes Space Adventures #33 vom März 1960 vorgestellt. Nachdem dieses Heft und einige weitere Ausgaben von Space Adventures (#34–40 und 42) – eine Science-Fiction-Anthologie mit wechselnden Inhalten – mit Captain Atom Stories zufriedenstellende Verkaufszahlen erzielen konnten, startete Charlton Comics, der Herausgeber von Space Adventures, im Dezember 1965 eine eigenständige Serie über den Charakter, die nicht nur seinen Namen trug, sondern ihn auch – anders als die Space Adventures Hefte – als alleinige Hauptfigur in den Mittelpunkt der Handlung stellte.
Die Captain Atom Serie begann ihre Nummerierung mit der Ausgabennummer #78, was dem Umstand geschuldet war, dass sie die Nummerierung der Serie Strange Suspense Stories aufgriff, in der zuvor in den Ausgaben #75 bis #77 einige der alten Captain Atom Geschichten aus Space Adventures nachgedruckt worden waren. Anders als die Space Adventures Geschichten, die als Kurzgeschichten von 10 Seiten konzipiert gewesen waren, nahmen die Geschichten in Captain Atom den Umfang einer amerikanischen Standardgeschichte von 22 Seiten ein. Die Gestaltung der Serie besorgten Autor Joe Gill und Zeichner Steve Ditko, die schon die Geschichten für Space Adventures gestaltet hatten. In den ersten Captain Atom Heften erschienen zudem Zweitgeschichten um den Superhelden Blue Beetle, die später durch Abenteuer des Abenteurers Nightshade ersetzt wurden. Captain Atom wurde schließlich nach zwölf Ausgaben mit der Nummer #89 vom Dezember 1967 eingestellt.
1975 wurde die bislang unveröffentlichte Geschichte, die ursprünglich zur Veröffentlichung in Captain Atom #90 geplant gewesen war, in den ersten beiden Ausgaben des Fanzines Charlton Bullseye abgedruckt. Die Zeichnungen von Ditko – die bislang „unüberarbeitet“ geblieben waren – wurden zu diesem Zweck von John Byrne getuscht. Als Autor war unter anderem Roger Stern beteiligt. Im Mai 1982 wurde eine weitere Geschichte um Captain Atom in Ausgabe #7 der Serie Charlton Bullseye (namensgleich aber nicht identisch mit dem Fanzine) publiziert. Diese Geschichte stammte aus der Feder von Benjamin Smith und wurde von dem Zeichner Dan Reed visuell umgesetzt.
In den frühen 1980er Jahren erwarb der New Yorker Verlag DC-Comics die Rechte an Captain Atom, wie auch an vielen anderen Figuren von Charlton Comics, nachdem Charlton seine Tätigkeit aufgrund finanzieller Schwierigkeiten hatte einstellen müssen. Zunächst wurde Captain Atom in einer optisch deutlich veränderten, charakterlich aber nahezu identischen Weise, unter dem Namen „Doctor Manhattan“, als eine von mehreren Hauptfiguren in der preisgekrönten Miniserie Watchmen von Alan Moore und Dave Gibbons verwendet, die einige alte Charlton Figuren in den Mittelpunkt einer anti-utopischen Science-Fiction-Saga stellte.
Mitte der 1980er beauftragte DC den Autoren Cary Bates damit, den Captain-Atom-Stoff generalzuüberholen und an die „moderne Zeit der 1980er Jahre“ anzupassen. Unterstützt von Zeichner Pat Broderick legte Bates schließlich eine deutlich veränderte Interpretation vor, die Ditkos Grundideen jedoch in der Substanz treu blieb. Im März 1987 begann DC mit der Veröffentlichung einer neuen Serie über den Charakter, die abermals Captain Atom betitelt war, bis 1991 lief, und bis zu ihrer Einstellung insgesamt 57 Ausgaben, sowie zwei als Captain Atom Annual betitelter Specials, erreichte.
In den späteren 1990er Jahren folgten Serien wie Extreme Justice und L.A.W. in denen Captain Atom als einer von mehreren Lead-Charakteren figurierte.
2005 schließlich veröffentlichte DCs-Imprint Wildstorm Publishing den mehr als zweihundertseitigen, graphischen Roman Captain Atom: Armageddon von Autor Will Pfeifer und Zeichner Giuseppe Camuncoli mit einem Titelbild des Malers Alex Ross (Comiczeichner) und des Zeichners Jim Lee.

## Nebenfiguren
Captain Atoms wichtigster Gegenspieler in der modernen Variante des Stoffes von Cary Bates ist sein Vorgesetzter General Wade Eiling, der seine politische Macht missbraucht, um allerlei düstere Machenschaften und Geschäfte zu kaschieren, und der dem Captain immer wieder neue Schwierigkeiten in den Weg räumt.
Ein weiterer häufiger Widersacher mit dem Nathaniel Adams/Captain Atom es mehrfach zu tun bekommt ist sein „dunkler Zwilling“ Major Force. Dieser wird erstmals in Captain Atom Annual #2 vom Februar 1988 vorgestellt. Dort erfährt man, dass Force seine Kräfte – die weitgehend den von Adams entsprechen – durch eine planvolle Re-Inszenierung des „Captain Atom Experiments“ erhalten hat. Anders als Eiling, der den Captain in erster Linie mental-psychologisch Probleme bereitet, stellt Major Force, ein skrupelloser Mörder, vor allem eine physische Bedrohung dar.
Unter den weiteren Figuren im Umfeld des Captains sind noch Bombshell, ein kriminelles Mädchen, das über eine ähnliche Hintergrundgeschichte und ähnliche Kräfte wie Adams verfügt und sich später der Terrorgruppe „Titans East“ anschließt, sowie Pastique zu erwähnen.

### Major Force
Major Force, alias Clifford Zmeck, ist ein Gegner Captain Atoms der erstmals in Captain Atom Annual #1 vom Februar 1988 (Autor: C. Bates; Zeichner: G. Weisman) auftritt.
Force ist wie Captain Atom das Produkt eines nuklearen Experimentes des US-Militärs. Dabei wurde der Proband, ein wegen Vergewaltigung zu einer lebenslangen Gefängnisstrafe verurteilter Vietnamkriegssoldat namens Clifford Zmeck, atomarer Strahlung ausgesetzt, wodurch sein Körper mit einem außerirdischen Metall verschmolzen wurde. Im Ausgleich für seine Experimentteilnahme bekommt Zmeck Straffreiheit zugesagt. Die Urheber des Experimentes sind dieselben wie beim Captain Atom Experiment: General Wade Eiling und der Wissenschaftler Dr. Megala. Wie Captain Atom ist Major Force praktisch unverwundbar und übermenschlich stark, außerdem kann er aus seinem Körper die sogenannte „Dark Force“ projizieren und im Kampf einsetzen. Im Gegensatz zu Captain Atoms Kontrolle über Energie besitzt Force die Macht über Materie. Um Major Force kontrollieren zu können, ließen Eiling und Megala vor Beginn des Experimentes eine Sprengladung auf Zmecks Körper anbringen, die sich unterhalb von seiner beinahe unverwundbaren Körperhülle befindet. Das Kalkül, das sich dahinter verbirgt ist, dass man hofft, Force durch die Zündung der Ladung töten zu können, wenn dieser versuchen sollte sich der Kontrolle der US-Regierung zu entwinden. Später erweist die Sprengladung sich als wirkungslos als sich zeigt, dass Zmecks Körper durch das Experiment in lebendige Energie verwandelt hat und nicht durch Explosionen getötet werden kann.
Nach seinem ersten öffentlichen Auftritt agiert Major Force eine Zeit lang als unfreiwilliger Held im Dienst der US-Regierung auf. Später wird er abtrünnig und betätigt sich als Söldner und Berufskrimineller. Zeitweise arbeitet er wieder für die US-Regierung, die zu dieser Zeit von Lex Luthor geführt wird, noch später gehört er der Injustice League an. Sein Hauptfeind ist fortan Captain Atom. In besonderer Feindschaft ist Major Force außerdem Captain Atoms Superheldenkollegen Green Lantern (Kyle Rayner) verbunden, dessen Freundin Alexandra De Witt (green Lantern #54) er auf grausame Weise – die erste stopfte er in einen Kühlschrank – ermordete. Zu Forces weiteren Opfern zählen außerdem die ehemalige Green Lantern Arisia (Guy Gardner #48) sowie der Bruder von Green Lanterns Freund Guy Gardner.
Da Major Force aus Energie und nicht aus Materie besteht enden verschiedene Versuche ihn zu töten erfolglos: Jedes Mal wenn er „getötet“ wird ersteht er binnen kurzer – nachdem die Energie, aus der er besteht, neu zusammengesetzt hat – Zeit wieder von den Toten auf: So erwacht Force zu neuem Leben, nachdem Guy Gardner ihm die Kehle durchschneidet; erwacht er zu neuem Leben, nachdem ihn enthauptet und seinen Schädel in einer Energieblase in die Weiten des Weltalls schickt (Green Lantern #180). Zuletzt gelingt es Captain Atom Major Forces Energie mit Hilfe seiner eigenen Kräfte „abzusaugen“, so dass von diesem nur noch eine schlaffe, leere Hülle übrigbleibt.

## Handlung
Die Charlton-Version und die DC-Version von Captain Atom stimmen in ihrer Handlungsprämisse weitgehend überein, weisen aber einige kleinere inhaltliche Unterschiede auf: Während die Charlton-Version von einem Luftwaffentechniker namens Allen Adam handelt, der bei einem Raketentest aus Versehen in Captain Atom verwandelt wird, handelt die DC-Version von dem Testpiloten Nathaniel Adams, der im Rahmen eines Strafexperiments absichtlich in den „atomaren Mann“ transformiert wird. Ein weiterer deutlicher Unterschied zwischen beiden Varianten ist das drastisch unterschiedliche optische Erscheinungsbild der ursprünglichen und der neueren Interpretation der Hauptfigur: Während Captain Atom bei Charlton wie ein normaler Mann in einem stilisierten Einsatzanzug aussieht, ist er in der DC-Version ein Wesen mit einer undurchdringlichen Haut aus nuklearem Metall.

### Die Captain Atom-Geschichten von Charlton
Die ursprüngliche Captain Atom Reihe beginnt mit einem nuklearen Unfall den der Luftwaffeningenieur Allan Adams erleidet: Adams wird während einer Raketeninspektion in dieser eingesperrt. Nachdem der – mit nuklearem Material angereicherte – Flugkörper in den Himmel geschossen wird und explodiert, wird Adams radioaktiv verstrahlt und besitzt fortan allerhand phantastische Superkräfte: Er kann aus eigener Kraft fliegen, Kernenergie absorbieren, in sich transportieren und als Energiestrahlen aus seinem Körper abfeuern, zudem ist er nahezu unverwundbar und besitzt weit übermenschliche Kraft. Nachdem er dies überlebt hat, nutzt Adams seine neuen Kräfte, um, gewandet in ein rot-gelbes Kostüm, dem Verbrechen zu Leibe zu rücken.
Später, als seine Kräfte massiv zunehmen, färben sich Atoms Haare silber-weiß und er ersetzt sein Stoffkostüm durch einen Anzug aus flüssigem Metall, das unter seine Haut „sickert“ und zum Vorschein kommt, wenn er seine Kräfte einsetzt.
Die Gegner, mit denen dieser Captain Atom sich herumschlagen muss, sind zunächst vor allem kommunistische Agenten und Außerirdische, später auch die genretypischen Superschurken. Mit dem Superhelden Nightshade wird ihm schließlich sogar ein Partner zur Seite gestellt.

### Die Captain Atom-Geschichten von DC
Vier Jahre nachdem DC 1983 die Rechte an Captain Atom übernommen hatte, begann der Verlag 1987 mit der Veröffentlichung einer neuen Captain Atom Serie. Der Titelheld der Serie wurde nun von Allan Adams in Nathaniel Adams umbenannt und erhielt eine geringfügig veränderte Origin-Story.
Anstatt eines Raketentechnikers ist Adams in der neuen Version ursprünglich ein Kampfpilot der US-Luftwaffe. Im Vietnamkrieg wird er eines Kriegsverbrechens beschuldigt, das er tatsächlich nicht begangen hat, und zum Tod verurteilt. Adams Vorgesetzter General Wade Eiling nutzt die Notlage des Piloten, um ihm im Namen der Regierung in Washington ein besonders Angebot zu unterbreiten: Um der Hinrichtung auf dem elektrischen Stuhl zu entgehen soll er sich als Proband für ein ominöses Experiment, das sogenannte „Atom Experiment“ zur Verfügung stellen. Die Überlebenschancen sind zwar sehr gering – falls er aber überleben sollte würde er vollen Straferlass von der Regierung erhalten.
Das Experiment besteht darin, die Wirkung zu testen, die ein bislang unerforschtes außerirdisches Metall unter dem Einfluss einer Atomexplosion auf den menschlichen Körper entfaltet. In den Besitz dieses Metalls ist die US-Regierung gelangt nach dem Absturz eines außerirdischen Raumschiffs gelangt, das aus diesem Metall besteht.
Die Wucht der Explosion tötet Adams zunächst scheinbar. Tatsächlich verschmilzt sein Körper jedoch mit dem außerirdischen Metall, das sich wie eine zweite Haut über seinen Körper legt. Zum zweiten verfügt Adams seither über eine Vielzahl von wundersamen, übermenschlichen Fähigkeiten („Superkräfte“): Er ist in der Lage zu fliegen, ist übermenschlich stark, widerstandsfähig und schnell und kann außerdem Energiestöße aus seinem Körper „abfeuern“ und atomare Energie zu kontrollieren.
Zunächst hat er jedoch mit den negativen Folgen der Experiments zu kämpfen: Sein Körper ist durch die Energie der Explosion nämlich zwanzig Jahre in die Zukunft katapultiert worden, so dass Adams sich unversehens in den 1980er Jahren wiederfindet. Dort muss er gleich mit einer ganzen Reihe von Problemen fertigwerden: Zum einen wird er von Eiling erpresst, seine Kräfte in seinen, Eilings, Dienst zu stellen, und bis auf weiteres als „privater Superheld“ der US-Regierung zu arbeiten. Als Druckmittel für seine Erpressung nutzt Eiling Adams Verurteilung als Kriegsverbrecher: Die ihm vor dem Experiment in Aussicht gestellte Begnadigung war von der damaligen Regierung, nach Adams vermeintlichen Tod, nicht unterschrieben worden. Die inzwischen im Amt befindliche neue Regierung weigert sich indessen, die Zusage der früheren Regierung anzuerkennen und Adams seine Begnadigung zu gewähren.
Des Weiteren hat Adams mit den „traditionellen“ Problemen eines „Manns außerhalb der Zeit“ zu kämpfen. Seine beiden Kinder sind inzwischen beinahe genauso alt, wie er zum Zeitpunkt seiner Teilnahme am „Atom Experiment“ war. Seine Ehefrau hat nach seinem Tod erst den verhassten Eiling geheiratet und ist zwischenzeitlich gestorben.
Eiling weist Adams als Tarnidentität den Namen Cameron Scott und einen Posten als Air-Force-Pilot zu. Während seiner Superhelden-Einsätze im Auftrag von Eiling bekommt Adams, in Anlehnung an seinen militärischen Rang als Captain und an das „Atom Experiment“, den Codenamen Captain Atom verpasst. Um seine Identität zu verbergen, überzieht Adams, wann immer er in einen Einsatz zieht, seinen Körper mit der silbernen Metallhaut (Silver Shield), die seit dem Experiment in seinem Körper „schlummert“ und jederzeit von ihm kraft seiner Gedanken „aktiviert“ und als schier undurchdringliche Überhaut über seinen eigentlichen Körper gelegt werden kann. Dabei sickert sie gewissermaßen von innen nach außen über seine eigentliche Haut. Captain Atoms Erscheinungsbild ist daher im Ganzen das eines von Kopf bis zu den Füßen silberfarbenen Mannes (mit Ausnahme der Füße die aus irgendeinem Grund rot erscheinen).
Im Laufe seiner Serie bekommt Captain Atom es mit einer Vielzahl zwielichtiger Schurken zu tun: So mit seinem düsteren „Zwilling“ Major Force und der Terroristin Plastique, in die er sich verliebt, und die er in späteren Heften heiratet. Ferner muss er die Invasion einer außerirdischen Koalition auf die Erde, die von den diabolischen Dominatoren angeführt wird, zurückschlagen und sich in einer freundschaftlichen Rivalität mit seinem jungen Heldenkollegen Firestorm behaupten. Außerdem gelingt es Adams schließlich, seine Unschuld an den ihm zur Last gelegten Verbrechen und kündigt seine Zusammenarbeit mit Eiling auf. In anderen Serien schließt Atom sich dem Superhelden-Team Justice League an, gründet die Justice-League-Abspaltung Extreme Justice und kehrt später in den Dienst der Regierung zurück.

#### Neubelebung des Konzeptes
Nachdem Captain Atom lange Zeit nur als Nebenfigur in anderen Serien aufgetreten war, wurde er 2005 erstmals wieder in den Mittelpunkt einer eigenen Publikation gestellt. In der Serie Superman/Batman wird er zuvor von Supermans Erzfeind Lex Luthor, der zu dieser Zeit als US-Präsident amtiert, auf die beiden Superhelden gehetzt. Luthor macht sich dabei die Loyalität zunutze, die Captain Atom als Offizier dem jeweiligen US-Präsidenten entgegenbringt. Am Ende des Kampfes mit Superman und Batman schlägt sich Captain Atom auf die Seite der Helden und wendet sich gegen den bösen Luthor. Um die Erde vor einem riesigen Meteoriten zu retten, den Luthor auf sie loslässt, steuert Atom am Ende der Geschichte ein Raumschiff ins Zentrum des Meteors, bei dem er von einer gewaltigen Explosion erfasst und zerstört wird. Captain Atom bleibt danach – für tot gehalten – vorerst verschwunden.
In dem One-Shot Captain Atom erfährt man schließlich, dass Atom die Explosion überlebt hat, von ihrer Wucht allerdings in eine andere Dimension geschleudert worden ist. Bei dieser Dimension handelt es sich um die vom Verlag (nicht aber in den Geschichten selbst) als „Wildstorm-Universum“ bezeichnete Dimension, in dem die Serien aus dem Programm des ehemals unabhängigen, später von DC-Comics übernommenen, Wildstorm Verlages spielen. Captain Atoms Odyssee ins Wildstorm-Universum markiert dabei den ersten „Besuch“ einer Figur aus dem regulären DC-Universum, in dem die meisten DC-Serien spielen, im Wildstorm-Universum, in dem die von Wildstorm übernommenen Serien angesiedelt sind.
Auf der Suche nach einem Weg zurück in „seine Welt“ erlebt Captain Atom nun eine Vielzahl von Abenteuern im Wildstorm-Universum. So trifft er auf den Superhelden Mr. Majestic und auf den Schurken Nikola Hanssen, der ihn manipuliert, um das Wildstorm-Universum mit Hilfe der Energie die Atom in sich trägt neu zu starten (im Rahmen des „Worldstorm Events“). Außerdem hat sich Captain Atoms Erscheinungsbild durch die interdimensionale Reise gewandelt: seine silberfarbene Metallhaut hat nun eine gelb-rote Farbe angenommen.

## Adaptionen
Eine TV-Adaption des Captain Atom Charakters, die im Wesentlichen der von Cary Bates und Pat Broderick geschaffenen Comicversion der 1980er und 1990er (Nathaniel Adams) nachgebildet war, trat in einigen Episoden der Zeichentrickserie Die Liga der Gerechten auf. Dort gerät Atom mehrfach in Konflikt mit Green Arrow, einer anderen Hauptfigur der Serie, und mit seiner doppelten Loyalität gegenüber der US-Regierung einerseits und gegenüber den anderen Mitgliedern der JLA andererseits. Die Konflikte mit Green Arrow beruhen dabei stets auf den extrem unterschiedlichen Werten und politischen Anschauungen von Atom, dem Berufsoffizier, und Arrow, dem linksalternativen Friedensaktivisten. Als Synchronsprecher in der US-amerikanischen Originalfassung der Serie agierten zunächst George Eads und später Chris Cox.

## Nachdrucke
Die ersten Captain Atom Geschichten aus Space Adventures sowie die Ausgaben #78–82 der ersten Captain Atom Serie wurden in gesammelter Form als Action Heroes Archive Volume 1 nachgedruckt.